# Christiansø
Christiansø é uma ilha da Dinamarca, no mar Báltico, no arquipélago de Ertholmene, a cerca de 18 km a nordeste de Bornholm. Tinha em 2010 apenas 101 habitantes.
Christiansø tem 22,3 ha de área e o seu ponto mais alto está à cota de 22 m.

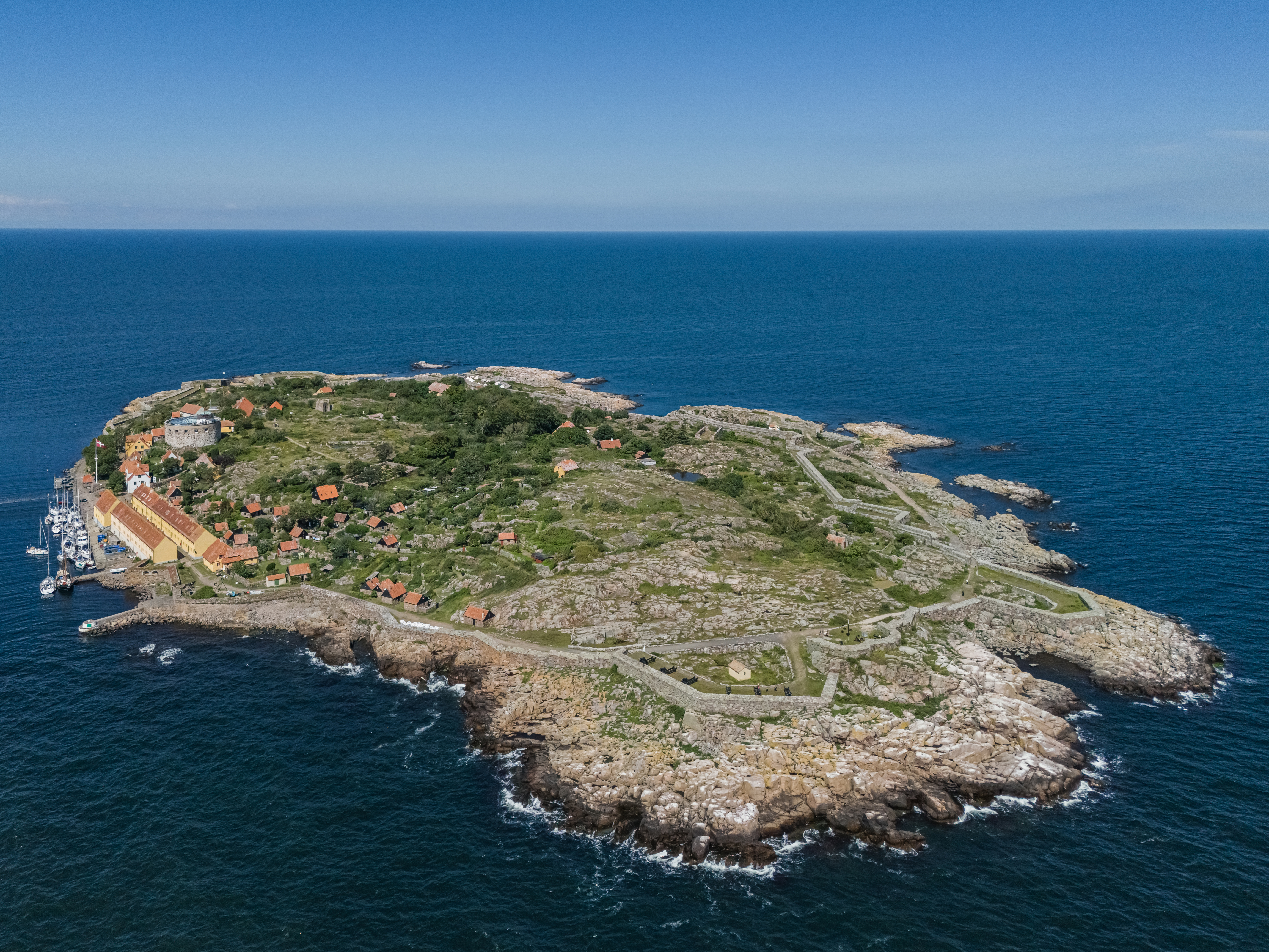
Christiansø.